# Экономическая мысль Древнего Востока
Экономи́ческая мысль Дре́внего Восто́ка имеет в основном религиозную форму и подчинена решению социальных и политических проблем. В экономических произведениях того времени проблемы экономики в целом не стали предметом научного анализа. В то же время экономические труды содержали рекомендации по управлению государством и контролю за экономической деятельностью граждан.

## Экономическая мысль Древнего Китая
Изучение истории экономических учений древнего Китая началось в начале XX века. Вышедшая в 1911 году в Нью-Йорке на английском языке книга Чэнь Хуаньчжана «Экономические принципы Конфуция и его школы» положила начало исследованиям китайской экономической мысли на западных языках. В двадцатые годы были опубликованы работы Гань Найгуана «История доциньской экономической мысли» (Шанхай,1926) и Сюй Мэна «Экономические идеи Мо-цзы» (Пекин, 1925) и «История экономической мысли философов конца эпохи Чжоу» (Шанхай, 1930).
Большой вклад в изучение истории экономической мысли и её соотношения с другими науками Китая внесла работа известного китайского учёного Тан Цинцзэна «История китайской экономической мысли» (1936).
Одним из первых экономических трудов является древнекитайский «Гуань-цзы», объединивший 564 трактата, созданных в VII—IV вв. до н. э. Перевод на русский язык и исследование экономических глав этого древнекитайского памятника были осуществлены В. М. Штейном. В «Гуань-цзы» появилась идея уравновешивания рыночной стихии. Правитель должен удерживать товар, который находится в избытке у населения, и выпускать в обращение товар, который находится в недостатке. Авторы трактатов высказывались за нормированную эмиссию денежных знаков, а также государственное регулирование цен в целях стабилизации экономики.

## Экономическая мысль Древней Индии
Основным экономическим трудом Древней Индии является трактат «Артхашастра», состоящий из 15 книг. Трактат посвящён «артхе» — материальной выгоде, которую можно получить путём завоевания новых населённых земель. За счёт доходов от новых земель царь может собрать больше войск и в итоге стать «владыкой мира». В трактате имеются конкретные рекомендации для пополнения казны: максимально возможные и разнообразные налоги, в том числе за алкогольные напитки, взимание средств с паломников, казнь и конфискация имущества преступников. Одной из главных задач ставится борьба с коррупцией и в качестве меры борьбы предлагается частая смена чиновников, чтобы они не успели привыкнуть к должности и использовать своё положение в корыстных целях.

## Экономическая мысль Вавилонии
Социально-экономическим трудом в Вавилонии являются законы царя Хаммурапи, в которых давались конкретные шаги по улучшению экономической ситуации. В значительной мере уделялось внимание защите имущества граждан, в первую очередь чиновников и воинов. Законы Хаммурапи строились на основе разделения населения на полноправных свободных граждан, неполноправных свободных и рабов. Соответственно, наказание для полноправных свободных было наименьшим, для рабов — наибольшим. Регулировалась деятельность ростовщиков: чёткое определение процентной ставки, ограничение долгового рабства тремя годами, в случае неурожая срок погашения долга продлевался, устанавливалась ответственность за плохое обращение с должниками. Большое внимание уделялось вопросам найма, но не было различия между наймом людей и наймом имущества.

## Экономическая мысль Древнего Египта
В центре древнеегипетской литературы стояли вопросы управления. В «Поучениях» отражались вопросы управления на разных уровнях, в «Поучениях гераклиопольского царя своему сыну Мерикара» уделялось внимание укреплению чиновничьего аппарата, в «Поучениях Ахтоя, сына Дуауфа, своему сыну Пиопи» прославлялась карьера писца. Из литературных источников можно сделать вывод о высоком уровне централизации управления в Древнем Египте.